# Ungtarnóc
Ungtarnóc (ukránul: Тарнівці) falu Ukrajnában, Kárpátalján, az Ungvári járásban.

## Fekvése
Ungtarnóc Ungvártól 8 kilométerre délnyugati irányban, az Ung bal oldalán terül el. Közeli települések: Botfalva, Sislóc, Bátfa, Palló, Gálocs, Őrdarma.

## Nevének eredete
„… Az elsődleges Tarnóc helynév szláv eredetű… Töve az ószláv (Tornb »tövis«, tüske, kökény.”

## Története
A krónikák első ízben az 1300-as évek elején említették, mint lakott helyet. Első birtokosai a községnek nevet adó Tarnócziak voltak. Később adomány útján a Bukóczi család bírt itt részekkel. 1554-ben egy egész porta népessége kihalt pestisben. 1599-ben 21 lakóházát adóztatták. 1696-ban 16 magyar családfőt írtak össze. 1720-ban nyolc jobbágyháztartása közül hat magyar volt, ekkoriban Csernek Pál és György a település földesurai.
A 18. század végén Vályi András így ír róla: „TARNÓCZ. Tarnova. Magyar falu Ungvár Várm. földes Urai több Urak, lakosai katolikusok, és reformátusok, fekszik Őrhöz nem meszsze, mellynek filiája; határja jó.”
1828-ban 36 házból állt a falu 302 lakossal. 1848 előtt a híres Mikszáth-regényből (Különös házasság) ismert Bernáth Zsigmondnak volt itt birodalma.
Fényes Elek 1851-ben kiadott geográfiai szótárában így ír a faluról: „Tarnócz, magyar falu, Ungh vmegyében, Unghvárhoz nyugotra 3/4 mfldnyire, 80 romai, 19 görög kath. 160 ref., 29 zsidó lak. Ref. szentegyház. Termékeny jó határ. F. u. legtöbb részben Bernáth Zsigmond.”
1910-ben már 412 lelket számlált a falu, rá tíz évre, az első világháborút követően valamivel kevesebbet, 367-et. A trianoni béke előtt Ung vármegye Ungvári járásához tartozott. Ekkor Csehszlovákiához csatolták. 1938–44 között visszakerült Magyarországhoz. A második világháború előtti időkben 450-en éltek itt, akik néhány szlovák és ruszin családon kívül valamennyien magyarok voltak. 1944 őszén a bevonuló szovjet katonák közel félszáz helybéli férfit hurcoltak el a lágerekbe.
1945-ben Szovjetunióhoz csatolták a települést. 1991 óta Ukrajna része. 2020-ig közigazgatásilag hozzá tartozott Sislóc és Botfalva.

## Népesség
- 1869 – 393 fő
- 1890 – 350 fő
- 1910 – 412 fő
- 1940 – 464 fő
- 1944 – 411 fő
- 1969 – 557 fő
- 1989 – 849 fő, magyar 467 fő
- 1991 – 870 fő, magyar 445 fő

| 2001 | 854 |

A népesség anyanyelv szerinti megoszlása a teljes népesség %-ában (2001)

## Gazdasága
A Konnik farmergazdaság jelenleg több mint száz munkást foglalkoztat. A helybéliek a háztájiban nem csak önellátásra termelnek, a környékbeli földekről lekerülő termés jelentős része – főként burgonya és gyümölcs – az ungvári piacra kerül. A tejtermékek egy része szintén a városba kerül eladásra.

## Nevezetességei
- Mai református templomát a gyülekezet 1830-ban kezdte el építeni, melyet csak 1875-ben tudtak befejezni. A templomnak 1905-ig két harangja volt. Az írások tanúsága szerint a kisebbiken a következő felirat volt olvasható: Jezus Nazaremus Rex Judeorum, 1625. 1905-ben az új harangok vásárlásakor a régieket odaadták a harangöntőnek.
- Az egykori itteni földbirtokos, Buttler János nevét Mikszáth Kálmán „Különös házasság” c. regénye tette a nagyközönség számára ismertté. A Buttler-kastély ugyan az Őrdarma melletti Bozos tanyán épült fel, ám a grófnak kiterjedt uradalma volt Ungtarnócon is. A Buttler család – erről is megemlékeznek a krónikák – igen bőkezűen támogatta a környék református gyülekezeteit.
- A község római és görögkatolikus templomát néhány évvel ezelőtt szentelték fel.